# マイケル・ジューダス
マイケル・ジューダス（Mikael Judas）のリングネームで知られるマイケル・コール（Michael Cole、1974年7月25日 - ）は、アメリカ合衆国のプロレスラー。ノースカロライナ州シャーロット出身。

## 来歴

### インディー団体
1999年、ミカル・アドリアン（Mikal Adryan）のリングネームでプロレスラーデビューを果たし、アメリカ南東部を拠点とするインディー団体で経験を積む。2002年、ジョージア州を拠点とするNWA加盟団体であるNWAワイルドサイドに入団。10月よりスコッティ・スムーズとスウィンガーズ・インク（Swingers Inc.）なるタッグチームを結成して活動。
2004年3月、新たにNWA加盟団体として旗揚げしたPWE（Pro Wrestling Evolution）に参戦。5月22日、初代PWEヘビー級王者決定1dayトーナメントに出場し、決勝まで勝ち進みアズラエルに勝利してPWEヘビー級王座を戴冠した。6月にはTNAの前座番組であるXplosionに出場するようになり、8月28日にアビスと対戦するが敗戦した。
2005年5月、NWAワイルドサイドの崩壊と共に新設されたNWAアナーキーへと移籍。7月30日、NWA Anarchy Hostile EnvironmentにてNWAアナーキーヘビー級王座を保持するレインマンに挑戦し、最後にアシスト・スーサイドを決めて勝利し、ベルトを奪取した。
2006年7月、プエルトリコを拠点とする団体であるIWAへ単身修行へと向かう。参戦の際にIWAのオーナーであり元WWF出身であったサビオ・ベガにアドバイスを求めたところ、怪奇系司祭ギミックを提案され、これに快諾してリングネームをマイケル・ジューダス（Mikael Judas）へと変更。同月29日、IWAプエルトリコヘビー級王座を保持するライトニングに挑戦して勝利し、ベルトを奪取した。王座奪取後、IWAのトップの1人として順風満帆な1年間を送る。
アメリカ帰国後、2007年9月にNWAアナーキーへ復帰するとトップとしての待遇を受けてフィル・シャッターとの抗争を展開。
2009年2月14日、ノースカロライナ州を拠点とするNWA団体のNWAシャーロットに参戦。ライアン・オライリーとNWAアナーキーで抗争を展開したシャッターとIII（Three）なる怪奇派トリオユニットを結成。5月30日、タッグトーナメントであるクイーンシティ・タッグチームクラシック2009に出場し、2回戦でスカルクラッシャーズ（キース・ウォーカー & ラッシュ・ブラウン）との試合前に3人で襲撃を行うと事態の収拾がつかない大乱戦へと発展し両チーム失格となった。

### TNA
2010年6月、TNA・iMPACT!にてジューダスと共にTNAのセキュリティーガードとしてデビュー。7月8日、リングネームをマーフィー（Murphy）、シャッターはガンナー（Gunner）へと変更してマット・モーガンと共にジェフ・ハーディー & ミスター・アンダーソンを襲撃し、ヒールターン。しかし、ガンナーと共にストーリーラインから外されてしまう。11月7日、PPVであるTurning Pointのジャレット vs ジョーの試合にて介入し、ジャレットの勝利に貢献。同月11日、ガンナーと共に復帰し、ジョーとハンディキャップマッチを行うが敗戦。ジョーとジャレットの抗争終了後はジャレットの勧誘により一大ユニットであるインモータル（Immortal）に加入。
2011年1月5日、Xplosionにてインク・インク（シャノン・ムーア & ジェシー・ニール）と対戦して勝利し、ガンナーとのタッグでTNA初勝利を挙げた。しかし、活躍するガンナーとは違い苦戦が続き5月5日、インモータルで敗者はユニットから追放となるルーザー・リーブズ・インモータルマッチでロブ・テリーと対戦して敗戦し、追放となった。インモータル追放後は出番がなくなり10月13日にTNAから解雇となった。

## 得意技
- エル・クルシフィホ

フィニッシャー。スコット・ホールのレイザーズ・エッジと同型技。
ハイジャック・バックブリーカーの体勢で頭の上まで相手を担ぎ上げ、前方に投げ捨てるタイプのパワーボム
- アシスト・スーサイド

パンプハンドルスラム
- ダイビング・ラリアット

## 獲得タイトル
IWA
- IWAプエルトリコヘビー級王座 : 1回

NWAアナーキー
- NWAアナーキーヘビー級王座 ：3回

NWAワイルドサイド
- NWAワイルドサイドタッグ王座 : 1回

w / アズラエル
PWE（Pro Wrestling Evolution）
- PWEヘビー級王座 : 1回

## 入場曲
- Sacrifice
- Immortal
- O Fortuna